# 浅野賢澄
浅野 賢澄（あさの よしずみ、1916年〈大正5年〉4月19日 - 1997年〈平成9年〉7月31日）は、日本の官僚、実業家。郵政事務次官、フジテレビジョン社長、日本民間放送連盟第5代会長を務めた。岐阜県出身。

## 来歴・人物
京都帝国大学法学部卒業後、逓信省入省。経理局に配属される。郵政大臣官房文書課長、電波管理局長等を歴任し、1967年（昭和42年）郵政事務次官に就任する。
佐藤政権下の67年から69年にかけて、元逓信官僚の郵政相・小林武治と事務次官の浅野が、35局のテレビ局に予備免許を与えるという第二次大量免許を主導した。もっとも、権益を守りたい既存のテレビ局と新規参入側との利害が錯綜するだけに、政治的にまとめるには田中角栄の腕力が必要だった。浅野は郵政相時代の田中に側で仕えて第一次大量免許に道を拓き、田中が電波行政に通暁するとともに官僚トップの事務次官に駆け上がったとされる。35局のうちフジテレビの番組供給率が50%以上の局が14を占め、フジテレビは一挙に全国ネットワーク構築に成功した。
次官退任後、1971年（昭和46年）の参議院選挙・岐阜県選挙区から自民党公認で出馬するが、中村波男（日本社会党）に1万票余りの差で敗れ落選した。

### フジテレビ社長
1971年11月、フジテレビに社長含みの副社長で天下る。1973年、社長であった鹿内信隆の発案をもとに幼児向け番組『ひらけ!ポンキッキ』が始まるが、番組タイトルの「ひらけ」は、説話『アリババと40人の盗賊』に登場するセリフ「ひらけゴマ」、英語で「オープン・セサミ」から取られ、ポンキッキのほうは、浅野が執筆した小説に出てくる「ポンキッキ博士」の名から付けられた。
1974年（昭和49年）11月、社長に昇進し、自主制作番組のカラー映像化を推進する。1980年5月、「創立以来の最大の危機」と訴える会長の信隆は、「松下幸之助の故事にならい、自身が会長のまま強化本部長を兼務して第一線の指揮をとる」と役員会で電撃的に決め、長男の鹿内春雄が代表取締役副社長に就任することになった。浅野は社長に留まったが、民放連の会長職に専念することが申し渡される。1982年4月、会長に退き、サンケイスカラシップ理事長なども務めた。
1997年7月31日、肺炎で死去。81歳没。

## 経歴
- 1937年 旧制姫路高等学校卒業
- 1940年
  - 京都帝国大学法学部卒業
  - 逓信省入省。経理局属
  - 海軍経理学校入学
- 1941年 海軍経理学校卒業
- 1946年 郵政大臣官房文書課長、電波管理局長
- 1967年 郵政事務次官
- 1969年 事務次官退任
- 1971年 フジテレビジョン副社長
- 1974年 フジテレビジョン社長
- 1978年 日本民間放送連盟会長
- 1982年 フジテレビジョン会長
- 1985年 フジテレビジョン相談役

## その他役職
- 日本空港ビル顧問
- 国際協商社長
- 福島テレビ取締役
- 東海テレビ放送取締役
- 山口放送取締役

## 映画作品
- 1982年7月10日 『Dr.SLUMP』
- 1983年3月13日『Dr.スランプ アラレちゃん ほよよ世界一周大レース』
- 1984年12月22日『Dr.スランプ アラレちゃん ほよよ!ナナバ城の秘宝』
- 1985年
  - 4月27日 『CHECKERS IN TAN TAN たぬき』
  - 7月13日 『Dr.スランプ アラレちゃん ほよよ!夢の都メカポリス』
  - 7月20日 『ビルマの竪琴』
  - 12月21日 『ゲゲゲの鬼太郎』
- 1986年
  - 3月15日 『ゲゲゲの鬼太郎 妖怪大戦争』
  - 7月12日『ゲゲゲの鬼太郎 最強妖怪軍団!日本上陸!!』、『子猫物語』
  - 10月10日 『時計 Adieu l'Hiver』
  - 12月20日『ゲゲゲの鬼太郎 激突!!異次元妖怪の大反乱』、『ドラゴンボール 神龍の伝説』
- 1987年
  - 4月11日 『いとしのエリー』
  - 7月18日 『ドラゴンボール 魔神城のねむり姫』
  - 8月29日 『ハワイアン・ドリーム』
  - 9月26日 『竹取物語』
  - 10月24日 『光る女』
  - 11月21日『永遠の1/2』、『私をスキーに連れてって』
- 1988年
  - 7月9日『ドラゴンボール 摩訶不思議大冒険』
  - 7月23日 『優駿 ORACION』